# Saccoloma firmum
Saccoloma firmum là một loài thực vật có mạch trong họ Dennstaedtiaceae. Loài này được (Kuhn) C. Chr. miêu tả khoa học đầu tiên năm 1925.